# Введенська сільська рада (Україна)
Вве́денська сільська́ ра́да — колишня  адміністративно-територіальна одиниця та орган місцевого самоврядування в Саратському районі Одеської області. Адміністративний центр — село Введенка.

## Загальні відомості
Введенська сільська рада утворена в 1946 році.
- Територія ради: 47,96 км²
- Населення ради: 1 015 осіб (станом на 2001 рік)
- Територією ради протікає річка Чилігідер

## Населені пункти
Сільській раді були підпорядковані населені пункти:
- с. Введенка

## Населення
Згідно з переписом УРСР 1989 року чисельність наявного населення сільської ради становила 1227 осіб, з яких 554 чоловіки та 673 жінки.
За переписом населення України 2001 року в сільській раді мешкало 1007 осіб.

### Мова
Розподіл населення за рідною мовою за даними перепису 2001 року:
| Мова       | Відсоток |
| ---------- | -------- |
| російська  | 91,53 %  |
| українська | 5,22 %   |
| молдовська | 1,58 %   |
| болгарська | 1,18 %   |
| гагаузька  | 0,39 %   |

## Склад ради
Рада складалася з 12 депутатів та голови.
- Голова ради: Чернишов Юрій Іванович
- Секретар ради: Фабрикатор Майя Іванівна

### Керівний склад попередніх скликань
| Прізвище, ім'я, по батькові | Основні відомості                                                 | Дата обрання | Дата звільнення |
| --------------------------- | ----------------------------------------------------------------- | ------------ | --------------- |
| Чернишов Юрій Іванович      | Сільський голова, 1962 року народження, освіта вища, безпартійний | 26.03.2006   | 31.10.2010      |
| Чернишов Юрій Іванович      | Сільський голова, 1962 року народження, освіта вища, безпартійний | 31.10.2010   |                 |

Примітка: таблиця складена за даними сайту Верховної Ради України

### Депутати
За результатами місцевих виборів 2010 року депутатами ради стали:

#### За суб'єктами висування
| Суб'єкт висування                                       | Кількість обраних депутатів | %    |
| ------------------------------------------------------- | --------------------------- | ---- |
| Партія регіонів                                         | 5                           | 41,7 |
| Політична партія Всеукраїнське об'єднання «Батьківщина» | 4                           | 33,3 |
| Соціалістична партія України                            | 2                           | 16,7 |
| Самовисування                                           | 1                           | 8,3  |

#### За округами
| № округу                                                | Прізвище, ім'я, по батькові     | Дата визнання обраним | Освіта             | Партійна приналежність                        | Відомості про обраного депутата                       |
| ------------------------------------------------------- | ------------------------------- | --------------------- | ------------------ | --------------------------------------------- | ----------------------------------------------------- |
| Партія регіонів                                         |                                 |                       |                    |                                               |                                                       |
| 3                                                       | Обухівська Валентина Миколаївна | 18.11.2010            | середня спеціальна | член Партії пенсіонерів України               | тимчасово не працює                                   |
| 4                                                       | Першин Олександр Всеволодович   | 18.11.2010            | вища               | позапартійний                                 | СПК «Південний», охоронець                            |
| 5                                                       | Тишевич Марина Василівна        | 18.11.2010            | вища               | член Партії пенсіонерів України               | Введенська загальноосвітня школа, заступник директора |
| 7                                                       | Добинда Валентина Миколаївна    | 18.11.2010            | вища               | член Партії пенсіонерів України               | Введенська сільська рада, головний бухгалтер          |
| 8                                                       | Костромицька Тетяна Василівна   | 18.11.2010            | вища               | член Партії пенсіонерів України               | Введенський дошкільний навчальний заклад, завідувачка |
| Політична партія Всеукраїнське об'єднання «Батьківщина» |                                 |                       |                    |                                               |                                                       |
| 9                                                       | Чеботаєва Ніна Іванівна         | 18.11.2010            | середня            | позапартійна                                  | Введенська сільська рада, обліковець-касир            |
| 10                                                      | Фабрикатор Майя Іванівна        | 18.11.2010            | вища               | член Всеукраїнського об'єднання «Батьківщина» | Введенська сільська рада, секретар                    |
| 11                                                      | Вайпан Антоніна Василівна       | 18.11.2010            | вища               | позапартійна                                  | тимчасово не працює                                   |
| 12                                                      | Спіндовська Алла Іванівна       | 18.11.2010            | вища               | позапартійна                                  | Введенська сільська рада, землевпорядник              |
| Соціалістична партія України                            |                                 |                       |                    |                                               |                                                       |
| 2                                                       | Першина Марія Степанівна        | 18.11.2010            | середня            | член Соціалістичної партії України            | Введенська загальноосвітня школа, секретар            |
| 6                                                       | Першин Віктор Олександрович     | 18.11.2010            | вища               | член Соціалістичної партії України            | Введенська загальноосвітня школа, вчитель             |
| Самовисування                                           |                                 |                       |                    |                                               |                                                       |
| 1                                                       | Пірожкова Лариса Василівна      | 18.11.2010            | вища               | позапартійна                                  | будинок культури, завідувачка                         |